# Монако на Олимпийских играх
Олимпийское движение в Монако началось ещё до Первой мировой войны. Граф Альбер Готье-Виньяль был сторонником спорта на Лазурном Берегу и близки другом Пьера де Кубертена. В 1907 году был создан Олимпийский комитет Монако. В этом же году его статус подтвердил Международный олимпийский комитет.

## Участие
Монако выступает активным участником олимпийского движения. В 1927 и 1993 годах в Монте-Карло состоялись ежегодные сессии МОК. Четыре представителя страны были членами МОК: граф Альбер Готье-Виньяль (с 1908 по 1939 года), князь Ренье III (с 1949 до 2005 года), его отец Пьер де Полиньяк (1950—1964), князь Альбер II (с 1994 года по настоящее время).
Спортсмены из Монако начали участвовать в летних Олимпиадах с 1920 года. С этого времени страна принимала участие практически во всех олимпиадах, кроме 1932 и 1956 годов и Олимпиады 1980 года в Москве. С 1984 года Монако принимает участие во всех зимних Олимпиадах. 

## Медальный зачёт
До настоящего времени спортсмены из Монако не выигрывали ни одной медали на Олимпиадах. На данный момент Монако является страной, которая не выиграла ни одной награды, приняв участие в наибольшем количестве Олимпиад.